# Stig Walin
Stig Alfred Ferdinand Walin, född 18 oktober 1907 i Salem, död 21 april 1980, var en svensk musikforskare. Han gifte sig 1936 med gymnastikdirektör Ingrid Holmgren. Han var 3-männing med Gösta Walin, hans farfar Knut Alfred Walin, organist och klockare i Leksand, var son till Daniel Magnus Walin, och bror till Rudolf och Gustafva Amalia Walin - fem medlemmar av samma släkt, som alla blivit invalda i Kungliga Musikaliska Akademien.
Walin blev filosofie licentiat 1936, disputerade för doktorsgraden 1941 och var docent i musikhistoria och musikteori vid Uppsala universitet 1941–1964 samt lärare i musikhistoria och estetik vid Kungliga musikhögskolan 1945–1960. Han erhöll professors namn 1959. Stig Walin invaldes som ledamot nr. 672 av Kungliga Musikaliska Akademien den 1 december 1953 och var akademiens sekreterare 1953–1971. Han blev 1941 kapten i reserven.